# Vitez sedam kraljevstava (televizijska serija)
Vitez sedam kraljevstava (eng. A Knight of the Seven Kingdoms) nadolazeća je američka fantastična dramska televizijska serija koju je stvorio George R. R. Martin. Prequel serije Igra prijestolja (2011. – 2019.), ovo je treća televizijska serija u Martinovoj franšizi Pjesma leda i vatre, a kao osnovu koristi njegove novele Tales of Dunk and Egg.
Serija bi trebala imati šest epizoda a najavljena je za 2025. godinu.

## Glumačka postava

### Glavni likovi
- Peter Claffey kao Dunk / Ser Duncan the Tall, lutajućo vitez.
- Dexter Sol Ansell kao Egg / Princ Aegon Targaryen, princ dinastije Targaryen i Dunkov štitonoša.
- Finn Bennett kao Princ Aerion "Brightflame" Targaryen, princ dinastije Targaryen i Eggov stariji brat.
- Bertie Carvel kao Princ Baelor "Breakspear" Targaryen, nasljednik Željeznog prijestolja i kraljeve ruke Daerona II.
- Tanzyn Crawford kao Tanselle, a Dornski lutkar.
- Daniel Ings kao Ser Lyonel Baratheon, vitez poznat kao "Laughing Storm" i nasljednik kuće Baratheon.
- Sam Spruell kao Princ Maekar Targaryen, Baelorov mlađi brat i Eggov otac.

### Gosti
- Ross Anderson kao Ser Humfrey Hardyng, vitez kuće Hardyng.
- Edward Ashley kao Ser Steffon Fossoway, vitez kuće Fossoway iz Cider Halla.
- Henry Ashton kao Daeron "The Drunken" Targaryen, Eggov i Aerionov stariji brat.
- Youssef Kerkour kao Steely Pate, kovač koji dolazi iz Reacha.
- Daniel Monks kao Ser Manfred Dondarrion, vitez kuće Dondarrion iz Blackhavena.
- Shaun Thomas kao Raymun Fossoway, Steffonov rođak i štitonoša.
- Tom Vaughan-Lawlor kao Plummer, upravitelj Ashforda.
- Steve Wall kao Lord Leo "Longthorn" Tyrell, lord Highgardena.
- Danny Webb kao Ser Arlan of Pennytree, a lutajući vizet i Dunkov mentor.

## Vanjske poveznice
- Službena stranica HBO
- Vitez sedam kraljevstava u internetskoj bazi filmova IMDb-a